# Рамирес Окампо, Аугусто
Аугусто Рамирес Окампо (исп. Augusto Ramírez Ocampo; 21 сентября 1934, Богота, Колумбия — 14 июня 2011, там же) — колумбийский государственный деятель, министр иностранных дел Колумбии (1984—1986).

## Биография
Родился в семье колумбийского политика. В 1958 г. окончил юридический факультет Аугусто Рамирес Окампо Мариэла Морено и Мехия. BS колледж Святого Варфоломея, доктор экономики и права Папского университета Хавериана (1958).
Начал свою карьеру в качестве судьи, однако быстро увлекся политикой, участвуя в студенческих акциях протеста против диктатуры генерала Густаво Рохаса Пинильи.
В 1950-х гг. переходит на государственную службу:
- 1958—1960 гг. — личный секретарь губернатора департамента Кундинамарка,
- 1960—1961 гг. — министр финансов Боготы,
- 1961—1963 гг. — секретарь Национальной стальной ассоциации (ANDI),
- 1963—1965 гг. — заместитель управляющего Колумбийского Института по аграрной реформе INCORA,
- 1965—1973 гг. — член адвокатской коллегии «Escuela de Manizales».

Принимал активное участие в президентской кампании Мисаэля Пастрана Борреро. По его просьбе участвовал в целом ряде крупных международных конференциях. Руководил избирательными кампаниями Белисарио Бетанкура 1976 и 1982 гг.
- 1982—1984 гг. — мэр Боготы. Инициировал создание «города в городе» Сьюдад-Боливар, начал модернизацию и расширение водопровода, проводил постоянные встречи с населением, активно занимался экологическими проектами: посадкой деревьев, благоустройством Ботанического сада и сохранением водосборных бассейнов и водно-болотных угодий,
- 1984—1986 гг. — министр иностранных дел Колумбии. На этом посту был одним из инициаторов Контадорского процесса.
- 1986—1990 гг. — член комиссии Национального примирения и гражданского содействия.
- 1992—1994 гг. — глава Программы развития Организации Объединенных Наций ПРООН для стран Латинской Америки, специальным представителем Генерального секретаря и главой миссии наблюдателей ООН в Сальвадоре,
- 1993—1994 гг. — в Никарагуа, затем — на Гаити.
- 2000—2001 гг. — министр экономического развития Колумбии. На этом посту дал старт проектам по формированию системы социального жилья, модернизации систем водоснабжения, поддержке малых и средних предприятий, развитию туризма.

Также активно участвовал в процессе урегулирования внутриполитических конфликтов внутри Колумбии в рамках диалога правительства и Национальной освободительной армии.